# 威廉森縣 (田納西州)
威廉森县（英語：Williamson County）是位於美國田納西州中部的一個縣。面積1,512平方公里。根據美國2000年人口普查，共有人口126,638人，2005年人口為153,595。縣治富蘭克林 (Franklin)。
成立於1799年10月26日。縣名紀念美國憲法的簽署者之一、聯邦眾議員休·羅伯森。